# Entoloma insidiosum
Entoloma insidiosum är en svampart som beskrevs av Noordel. 1987. Entoloma insidiosum ingår i släktet Entoloma och familjen Entolomataceae.  Artens status i Sverige är: Ej påträffad. Inga underarter finns listade i Catalogue of Life.